# Gripopteryx cancellata
Gripopteryx cancellata is een steenvlieg uit de familie Gripopterygidae. De wetenschappelijke naam van de soort is voor het eerst geldig gepubliceerd in 1841 door Pictet.